# Munthuis

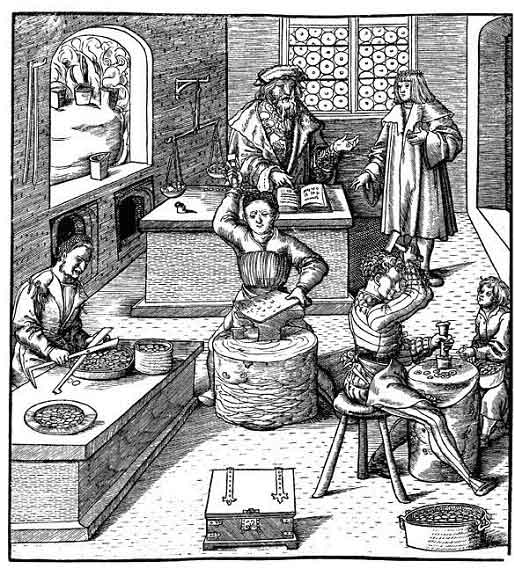
Werkzaamheden in een middeleeuws munthuis

Een munthuis of munt is een instelling waar munten worden geslagen.
In de noordelijke Nederlanden werden de munten geslagen in zes munthuizen, verspreid over de gewesten. Op 17 september 1806 werd, onder het bestuur van Lodewijk Napoleon, bij koninklijk decreet no. 18 bepaald dat er in het Koninkrijk Holland slechts een enkel muntgebouw zou zijn en wel te Amsterdam. De rijksbouwmeester Abraham van der Hart kreeg opdracht een nationaal munthuis te ontwerpen op het Amstelveld. Het munthuis van Utrecht, dat het beste was uitgerust, werd aangewezen om de 
Koninklijke Nederlandse Munt (te Amsterdam) provisioneel te vervangen. De Munt werd in 1807 definitief verplaatst naar Utrecht. Sinds 2020 worden de munten geslagen te Houten. Hier worden ook de munten van Aruba, Curaçao en Sint Maarten geslagen.
In België heet het munthuis Koninklijke Munt van België en is gevestigd in Brussel.
De plaats waar het munthuis is gevestigd wordt de muntplaats genoemd. Als het munthuis niet gevestigd is in de plaats waar het zijn naam aan ontleent, dan wordt dit munthuis ambulant genoemd. Luxemburg staat bekend als ambulant: het laat zijn euro's slaan bij de staatsmunt van de Republiek Frankrijk, de Koninklijke Munt van België en de Koninklijke Nederlandse Munt.
Het daadwerkelijke slaan (produceren) van de munten wordt aanmunting (monetisatie) of muntslag genoemd.